# Böhmen i olympiska sommarspelen 1900
Böhmen deltog i olympiska sommarspelen 1900 som hölls i Paris, Frankrike. Böhmen deltog med 7 idrottare, 6 män och 1 kvinna.

## Medaljer

### Silver
- Friidrott
  - Diskus Herrar: František Janda-Suk

### Brons
- Tennis
  - Singel damer: Hedwiga Rosenbaumová
  - Dubbel: Hedwiga Rosenbaumová spelade dubbeln med britten Archibald Warden så medaljen räknas till det kombinationslag.

## Trupp
- Hedwiga Rosenbaumová - Tennis
- František Janda-Suk - Friidrott
- František Erben - Gymnastik
- František Hirsch - Cykling
- Karel Nedvěd - Friidrott
- Václav Nový - Friidrott
- Ondřej Pukl - Friidrott

## Resultat

### Cykling
- Sprint herrar
  - František Hirsch - åkte ut i första omgången

### Friidrott
- 100 m herrar
  - Václav Nový - åkte ut i första omgången

- 800 m herrar
  - Ondřej Pukl - åkte ut i första omgången

- 1 500 m herrar
  - Ondřej Pukl - åkte ut i första omgången

- 400 m häck herrar
  - Karel Nedvěd - åkte ut i första omgången

- Diskus herrar
  - František Janda-Suk - 2

### Gymnastik
- Mångkamp herrar
  - František Erben - 32

### Tennis
- Mixed dubbel
  - Hedwiga Rosenbaumová - 3

- Singel damer
  - Hedwiga Rosenbaumová - 3